# 野本将軍塚古墳
野本将軍塚古墳（のもとしょうぐんづかこふん）は、埼玉県東松山市の野本地区にあ現存長115ｍを測る前方後円墳である。築造年代については、研究者の間で位置づけに100年以上の差があり「謎の多い古墳」とされていたが、2017年の調査で、古墳時代前期の4世紀後半の築造と判明した。別名野本1号墳。

## 概要
都幾川が形成した広い沖積地に張り出す松山台地先端部に南面して築造された野本古墳群中最大の前方後円墳で、行田市の二子山古墳(138メートル)、稲荷山古墳(120メートル)に次ぐ大きさを誇る。周堀は確認されていない。墳丘の発掘調査は行われていないが、昭和53年の墳頂におけるボーリング調査では、墳頂下1.2メートルに礫槨と推定される埋葬施設の存在が確認された。後円部墳頂に利仁神社、前方部に日露戦役忠魂碑が建つ。築造年代についは、研究者の間でも古墳時代前期説・中期説・後期説とその位置づけに100年以上の差があり「謎の多い古墳」とされていた。
2017年に東松山市教育委員会と早稲田大学考古学研究室が、共同で三次元墳丘測量と地中レーダー探査を中心とする調査を行い、隣接する五領遺跡や反町遺跡が最も活性化する古墳時代前期に築造された可能性が高いと発表した。行田市の埼玉古墳群は、古墳時代後期（5世紀後半）の築造と考えられているため、古墳時代前期（4世紀後半）に築造された野本将軍塚古墳は、当時県内最大の古墳であったことが窺える。

## 築造年代
大がかりな調査が行われたことがないため、築造年代を巡り論争が行われている。
金井塚良一は墳丘から採取した土器を根拠に5世紀後半～6世紀前半の時期を考え、武蔵国造の乱は比企地域と行田地域の争乱と考えた。
これに対して甘粕健は埴輪の樹立が確認されていないことや墳丘形態などから4世紀説を唱えた。
都幾川を挟んだ南側の低地帯で発掘が進んでいる反町遺跡からは、古墳時代初頭の水晶玉生産工房を含む数多くの住居跡群が発見されている。この遺跡は出土品の質・量から野本将軍塚古墳の背景となる遺跡と考えられるため、最近では前期古墳説が有力となりつつある。
その後、2017年（平成29年）に三次元地形測量調査により古墳時代前期の4世紀後半の築造であると認められている。